# Phelsuma seippi
Phelsuma seippi är en ödleart som beskrevs av  Meier 1987. Phelsuma seippi ingår i släktet Phelsuma och familjen geckoödlor. IUCN kategoriserar arten globalt som starkt hotad. Inga underarter finns listade i Catalogue of Life.